# Richard Miller (politicus)
Richard Miller (Charleroi, 16 november 1954) is een Belgisch politicus voor de liberale MR.

## Levensloop
Miller studeerde in 1976 af als licentiaat in de wijsbegeerte aan de ULB. Aan dezelfde universiteit behaalde hij in 2001 een postgraduaat in   de wijsbegeerte en in de cultuur en in 2011 een doctoraat in de wijsbegeerte en de letteren. 
Hij begon zijn professionele loopbaan als perscorrespondent in Waals-Brabant. In 1982 zette hij zijn eerste stappen in de politiek als persattaché van Louis Michel, de partijvoorzitter van de toenmalige PRL, de voorloper van de MR. Hij oefende deze functie uit tot in 1990 en was nadien van 1990 tot 1992 kabinetschef van Daniel Ducarme, co-voorzitter van de PRL. Na de verkiezingen van december 1987, waarbij PRL een nederlaag leed en vervolgens in de oppositie belandde, schreef Miller onder het voorzitterschap van Jean Gol samen met Hervé Hasquin, Pierre Hazette en Didier Reynders een nieuw programma van de partij, dat begin 1989 werd aangenomen. Ook was hij campagneleider van de PRL bij de Europese verkiezingen van juni 1989 en de federale verkiezingen van november 1991.
In 1986 werd Miller tevens adjunct-raadgever op de griffie van de Waalse Gewestraad, waarna hij in 1992 promoveerde tot adjunct-directeur-generaal bij de assemblee. In juni 1996 nam hij ontslag uit deze functie om kabinetschef te worden bij PRL-partijvoorzitter Louis Michel, wat hij bleef tot in 1999. In deze functie bereidde hij in de herfst van 1996 vier doctrinaire congressen voor. Nadat hij zich in Bergen had gevestigd, werd Miller in januari 2000 politiek secretaris van de PRL-federatie van de provincie Henegouwen en voorzitter van de PRL-federatie van Bergen-Borinage. Na de omvorming van PRL tot MR werd hij in 2004 ondervoorzitter van de MR-federatie van de provincie Henegouwen en was hij van 2003 tot 2013 voorzitter van de interparlementaire groep van de partij. Nadien was hij van 2013 tot 2020 gedelegeerd bestuurder van het Centre Jean Gol, de studiedienst van MR. In januari 2020 werd hij adviseur van MR-voorzitter Georges-Louis Bouchez, bevoegd voor culturele en interculturele zaken.
Op vraag van Louis Michel stelde Miller zich bij de Waalse verkiezingen van juni 1999 kandidaat in het arrondissement Bergen, waardoor hij van Waals-Brabant naar Henegouwen moest verhuizen. Hij werd voor het arrondissement Bergen verkozen in het Waals Parlement en belandde zodoende tevens in het Parlement van de Franse Gemeenschap, waar hij fractievoorzitter werd voor zijn partij. Ook werd hij als gemeenschapssenator afgevaardigd naar de Senaat. De functies van fractievoorzitter en gemeenschapssenator oefende hij slechts tijdelijk uit, want nadat hij mee had onderhandeld over de paars-groene regeerakkoorden in het Waals Gewest en de Franse Gemeenschap, werd hij in juli 1999 aangesteld tot voorzitter van het Waals Parlement. Deze functie bleef hij uitoefenen tot in april 2000, toen hij voorzitter van het Parlement van de Franse Gemeenschap werd. In oktober 2000 nam hij ontslag uit deze functie toen hij na enkele herschikkingen binnen de PRL minister van Audiovisuele Zaken, Kunst en Letteren werd in de Franse Gemeenschapsregering. Als gevolg van enkele herschikkingen verdween Miller in juni 2003 terug uit de Franse Gemeenschapsregering.
Na het einde van zijn ministerschap nam Miller zijn parlementaire functies opnieuw op. Hij was voornamelijk actief in het Parlement van de Franse Gemeenschap, waar hij pleitte voor een diepgaande hervorming van de lessen godsdienst en zedenleer in het secundair onderwijs en de introductie van filosofie in de lessen. Hij werd lid van de commissie Hoger Onderwijs en Wetenschappelijk Onderzoek en de commissie Internationale Betrekkingen en Europese Aangelegenheden en was van 2007 tot 2009 voorzitter van de commissie Cultuur, Jeugd, Media en Bioscopen. Nadien was hij er van 2009 tot 2013 voorzitter van de commissie Financiën, Begroting en Sport en van 2013 tot 2014 lid van de commissie Jeugd en Jeugdhulp. In het Waals Parlement ging Miller intussen zetelen in de commissies Begroting en Financiën en Internationale Betrekkingen. Hij was er in 2005 rapporteur voor de bijzondere commissie naar financieel wanbeheer bij het circuit van Spa-Francorchamps, in 2006-2007 lid van de commissie naar het Immo-Congo-schandaal, het financieel wanbeheerder rond een bouw van een consulaat voor de Franse Gemeenschap en het Waals Gewest in de Congo-Kinshasa, en in 2008 lid van de Groupe Wallonie-Bruxelles, een werkgroep van verschillende Franstalige politieke partijen om een toekomstig politiek project rond de Franstaligen in Brussel en het Waals Gewest uit te werken. Daarnaast zetelde Miller van 2010 tot 2014 als gemeenschapssenator in de Senaat, waar hij lid was van de commissie Financiën en Economische Aangelegenheden. 
Bij de verkiezingen van mei 2014 stond Miller als eerste opvolger op de MR-lijst van de kieskring Henegouwen voor de Kamer van volksvertegenwoordigers. In oktober 2014 legde hij effectief de eed af als volksvertegenwoordiger toen Marie-Christine Marghem als minister toetrad tot de Regering-Michel I. Miller bleef deze functie uitoefenen tot aan de verkiezingen van mei 2019 en was toen opnieuw kandidaat voor het Waals Parlement, op de tweede plaats van de MR-lijst voor de kieskring Bergen. Hij raakte echter niet verkozen.
Op lokaal politiek niveau werd Miller in oktober 2000 verkozen tot gemeenteraadslid van Bergen. Hij werd begin 2001 titelvoerend schepen van de stad en na het einde van zijn ministeriële functies in juni 2003 nam hij de bevoegdheden Financiën en Werk op. Na de gemeenteraadsverkiezingen van 2006 bleef hij schepen, tot hij in juli 2010 ontslag nam om gemeenschapssenator te worden. Hij bleef nadien nog tot september 2019 gemeenteraadslid van Bergen. Nadien vestigde hij zich in Anderlecht, waar hij actief werd in de lokale afdeling van de MR.
Op 6 juni 2009 werd hij benoemd tot ridder in de Leopoldsorde en in januari 2004 tot grootofficier in de Orde van de Francophonie et du Dialogue des Cultures.